# Am Rümpfwald
Das Naturschutzgebiet Am Rümpfwald liegt im Landkreis Zwickau in Sachsen. Es erstreckt sich südlich von Glauchau. Nordwestlich des Gebietes fließt die Zwickauer Mulde und verläuft die B 175. Nordöstlich verlaufen die S 252 und die A 4.

## Bedeutung
Das 88 ha große Gebiet mit der NSG-Nr. C 87 wurde im Jahr 1998 unter Naturschutz gestellt. 